# MacComb, Mississippi
MacComb là một thành phố thuộc quận Pike, tiểu bang Mississippi, Hoa Kỳ. Năm 2010, dân số của thành phố này là 12 790 người.

## Dân số
- Dân số năm 2000: 13 337 người.
- Dân số năm 2010: 12 790 người.